# Engleska umetnost
Engleska umetnost se odnosi na umetnička dela stvorena u Velikoj Britaniji i Engleskoj od praistorije do danas. Nakon istorijskih istraživanja u delima kao što su „Stvaralačka umetnost u Engleskoj“ (Creative Art In England) Vilijama Džonsona (1936. и 1950), „Engleski duh u engleskoj umetnosti“ (The Englishness of English Art, 1956), Nikolaus Pevsnera sa svojim delom, zatim Roj Strong „Britanski duh: Narativna istorija umetnosti“ (The Spirit of Britain: A narrative history of the arts, 2000), као i Piter Akrojd u delu „Poreklo engleske mašte“ (The Origins of the English Imagination, 2002). nekoliko je ovih stručnjaka želelo da definiše i odredi ovu materiju.
Srednjevekovno englesko slikarstvo, uglavnom sa jakim religioznim sadržajem, imalo je snažnu nacionalnu tradiciju i uticalo je u značnoj meri na evropsku umetnost, ali je bilo u padu od 15. veka. Protestantska reformacija je jako destruktivno uticala i pokret je doveo do uništenja svih fresaka na ovom područiju. U dovoljnom broju danas su sačuvani samo iluminarni rukopisi.

## Praistorija
Paleolitske kulture Crag i Clactonien ostavile su samo male ostatke oruđa i oružja, dok je iza neolitskih kultura Windmill-Hill i Peterborough ostala jednostavna neornamentalna keramika i grobni tumuli (barrow), te monumentalni megalitički spomenici kao Obri, Stounhendž. Iz Evrope ovamo dopire bronzano doba koja traje do 5. veka p. n. e. kada s Keltskim Britima dolazi gvozdeno doba. Kelti su živeli u sitadelama (Old Oswetry, Cissbury Rings, Bagendon) i bogato su ukrašavali svoja oruđa i oružja (Štit iz Batersea, Vepar iz Haunslova, ogledalo iz Trelan Bahova). Keltska kultura se sačuvala tokom cele rimske epohe i u ranom srednjem veku postala je temelj anglosaksonske umetnosti.

## Rimsko razdoblje
53. p. n. e. Julije Cezar je osvojio Englesku i već 43. p. n. e. ona je bila rimska pokrajina Britanija. Iako se količina rimskih spomenika ne može meriti s onima u kontinentalnoj Evropi, u Engleskoj oni su izrazito kvalitetni. Ističu se bedemi, terme i mozaici u gradovima St. Albans (Verulamium), London (Londinium), Mildenhall (Cunetio), i dr. Najmonumentalniji spomenik je svakako Hadrijanov zid (-{Vallum Hadriani]-) iz 2. veka.

## Anglosaksonska umetnost
U 5. veku Rimljani potpuno napuštaju Engleski otok na koji se sve više naseljavaju germanska plemena (pre svega Angli i Sasi) koji se stapaju u narod Anglosaksonaca. Oni neguju zlatarstvo sa germanskim, keltskim, ali i vizantijskim dekoracijama (Sutton Hoo). Među najzanimljivije spomenike plastike spadaju monumentalni kameni krstovi sa dekorisani figuralnim i ornamentalnim reljefima (7.-11. vek), poput onih u Irskoj i Škotskoj, ali s originalnim vitkim vertikalnim i kratkim horizontalnim kracima (Bewcastle, Ruthwell, Sandbach, Thornhill). Njihove dekoracije spirala i lozice se mogu naći i u crkvenim dovratnicima, ali i u iluminiranim rukopisima iz tog doba (spoj irskog i anglosaksonskog stila je nazvan Insularna umetnost, tj. latinski: ostrvska umetnost) koji su uveliko uticali na razvoj iluminiranih rukopisa u kontinentalnoj Evropi. Ovi rukopisi su zbog keltskih i anglosaksonskih dekoracija bili potpuno drugačiji od onih franačkih na kontinentu, a najpoznatiji su: Evanđelist iz Lindisfarnea (7.-8. vek) i Aethelwoldov benedikcional (10. vek).

## Srednji vek
S normanskim osvajanjem engleske (1066) javlja se tipičan način građenja (za razliku od anglosaksonskog slobodnog kreiranja) nazvan Normanskim stilom. On se odlikuje arhitekturom monumentalnih longitudinalnih bazilika koje su ukrštene osnove s dvobrodnim transeptom i ravnim krovom, i središnjim snažnim tornjem odsečenog kruništa. Stubovi su kvadratni s jednostavnim kapitelima, arkade su izvođene sa polukružnim lukovima, na pročelju tu se nalazi veliki prozorski otvor, a glavna fasada je ukrašena bogatim geometrijskim ukrasima (cik-cak linije, dijagonalne mreže, rombovi, i dr.). Takve su: katedrala u Cantenbury-ju (započeta 1070), katedrala u Durham-u (započeta 1093), Vinčesterska katedrala (započeta 1079), itd. Oko 1191. god. Normani su pri gradnji katedrale u Velsu, Linkolnu i Eliju primenili su novi gotički stil gradnje, dok se Normanski stil zadržao još uvek kao provincijski stil. 
Pored sakralnih građevina, Normani su pre svega gradili tvrđave i dvorce; najpre kako bi se osigurali od autohtonog stanovništva, a potom kao granične tvrđave prema Škotima i Velšanima. Profanu arhitekturu su činili na primer: Oksfordski dvorac (1074), Londonski toranj (oko 1087), te dvorci u Ročesteru, Oakamu i Norviču.
Engleski romanski vez je najpoznatiji po Tapiseriji iz Bajeksa (1070-ih), i brojnim drugim tapiserijama tzv. Opus Anglicanum ("Engleskog veza" - tada manastirskog rada koji je važio za najbolji u Evropi, i bio je to i vez sa svešteničkih odora.
Nakon decenije pauze, iluminirani rukopisi su u Engleskoj postali ponovo jednaki po vrednosti onima u ostatku Evrope. U romanskom stilu su oslikani Biblija iz Vinčestera, Molitvenik iz St. Albansa, dok je u gotičkom stilu oslikan Molitvenik Tikhil.
Na koncu doba gotike, u 15. veku, bogati engleski naručioci su radije naručivali dela iz Pariza i Flandrije.
Izuzetno je malo slika koje potiču pre 1500. god. sačuvano u Engleskoj zbog protestantskog uništavanja. Jedan od najlepših je u Opatiji u Vestminsteru, tzv. Wilton diptih (oko 1395—1399) na kojoj se nalazi portret kralja Ričarda II., najvećeg mecene engleske srednjovekovne umetnosti.

## Renesansa i protestantska reformacija
Velike promene u engleskoj umetnosti su se dogodile sa uvođenjem reformacije koju je pokrenuo Henrik VIII 1536. godine, nakon čega je usledilo prisvajanje manastirske imovine i uništenja većine likovnih dela (zbog protestantskog ikonoklazma koji je bio aktuelan sve do 17. veka). Usledila je izolacija Engleske od umetničkih pokreta u Evropi, uključujući najpre renesansu. Engleska renesansa je započela relativno kasno, polovinom 16. veka, i nije doprinela mnogo likovnoj umetnosti (osim izuzetno originalne Tjudorske i Elizabetanske arhitekture koja se zapravo direktno nastavlja na gotičku arhitekturu) dok je u muzici i književnosti imala mnogo veći udeo. Umetnici na Tjudorskom dvoru su većinom dolazili iz kontinentalne Evrope i slikali u duhu flamanske i italijanske renesanse. Sakralno slikarstvo je doslovno zamrlo, a pojavilo se portretno slikarstvo, najpre među bogatom elitom, a potom među pripadnicima bogatije srednje klase koji su negovali originalnu portretnu minijaturu. Nikolas Hiliard je naplaćivao samo 3 funte za minijaturu, što je bilo jako prihvatljivo brojnim trgovcima.
Najvažniji renesansni arhitekta bio je Inigo Džouns (1573—1652) koji nakon studijskog putovanja u Italiji gradi Banqueting Hall palate Witehall u Londonu za kralja Džejmsa I – sjajnih renesansnih kompozicija sa umerenom rustikalnom obradom podnožaja, kao i prizemlja i diferencijacijom na dv sprata.

## Barok i rokoko
Čarls I je ambiciozno pomagao umetnost i započeo da stvara jednu od najboljih, najvrednijih kolekcija umetnosti u Evropi, no još uvek je morao da se oslanja na strane barokne umetnike poput Rubensa i Van Dajka koji su u velikoj meri uticali na englesko slikarstvo portreta, opuštene elegancije koje će potrajati vekovima.
Kraljevsku kolekciju umetničkih dela je tokom Kromvelove vladavine Parlament prodao, a Čarls II većinom povratio, iako su najlepša dela nestala u inostranstvu.
U drugoj polovini 17. veka Holandski slikari su uveli pejzažno slikarstvo, ali engleski slikari ih nisu dostojno pratili. Tek u 18. veku nastaje tzv. engleska slikarska škola, koja je najznačajnija upravo po pejzažima i portretima u stilu rokokoa.
Tokom 18. veka, engleska škola je ustanovila prepoznatljiv stil u portretisanju i pejzažnom slikarstvu, i ostvarila napredak prema istorijskom slikarstvu koje se tada smatralo najvišim slikarskim motivom. Od najznačajnijih umetnika ističu se Džošua Rejnolds (1723—1792), osnivač kraljevske likovne akademije, Džordž Stubs 1724—1806), i Tomas Gejnsboro (1727—1788). Vilijam Hogart je značajan po svojim realističnijim portretima i satirama predstavljenih likova, te je bio prvi veliki engleski grafičar. Njegova dela su puna, originalno engleskog, crnog humora koji ističe izopačenost modernog društva, slabosti i poroke Londonskog života.

## Umetnost 19. veka
U ranom 19. veku profilisala se Norvičska škola slikanja, prvi provincijski umetnički pokret izvan Londona, na koju je uticalo nizozemsko pejzažno slikarstvo i pejzaž Norfolka. Zbog neustaljenog podržavanja i unutrašnjih podela, ona je trajala veoma kratko, a najznačajniji predstavnici bili su: osnivač Džon Krom, akvarelist Džon sel Kotman i slikar marina koji je kratko živeo, Džozef Stanard. 
Pol Sandbaj je prozvan "ocem engleskog akvarelnog slikarstva", a u 19. veku su delovali i drugi pejzažisti kao: Ričard Vilson, Džordž Morland, Džon Robert Kozens, Tomas Girtin, Džon Konstabl (1776—1837) , Vilijam Tarner (1775—1851), i Džon Linel. Dok je francuska barbizonska škola pristupala pejzažu s ljubavlju, ali na distanciran – naučni način, Vilijam Tarner je svoje pejzaže napunio romantičarskim uzbuđenjem s jakim efektima i odvažnom upotrebom boje. Bio je majstor atmosferskih efekata, a posebno svetla u kojem se oblici tope jedan u drugi. Kod njega kretanje svetlosti i senke kao i njenih odbljesaka puno je važnije od arhitektonskih formi i elemenata prirode. Postao je jedan od najvećih inspiracija impresionizma, prvog modernog stila u istoriji umetnosti.
Prerafaeliti, su bili pripadnici pokreta osnovanog 1840.-ih, dominirali su engleskom umetničkom scenom u drugoj polovini 19. veka. Umetnici (Vilijam Holman Hant, Dante Gabrijel Roseti, Džon Everet Mile i dr.) su se okrenuli verskim i književnim temema i žanr motivima koje su izvodili na koloristički način prepun minucioznih , skoro fotografskih, detalja.
Sa porastom naseljenosti Engleske tokom industrijske revolucije, javila se potreba za privatnošću koja se ostvarivala u omanjim vrtovima odnosno (engleskim parkovima) i uređenju prostora eksterijera. Takođe je jačala ljubav prema prostranim pejzažima, divljini i narodnom umetnošću. Vilijam Moris je, uz prerafaelitsko bratstvo, jedan od najznačajnijih umetnika koji je cenio engleski folklor.
Alfred Sisli, jedan od prominentnih slikara impresionizma je bio englez. Engleski impresionizam je razvio Volter Sikert s grupom slikara prozvanom Camden Town Group. On se kasnije približio postimpresionizmu s jakom odlikom obeležavanja društveno-socijalnog stanja.

## 20. vek
Prvi značajan engleski moderni pravac u umetnosti bio je vorticizam, kome su pripadali Džejkob Apstajn, Vindam Luis i Dejvid Bomberg. Nakon užasa Prvog svetskog rata umetnici su se vratili pastoralnim motivima koje predstavlja Pol Neš. Stenli Spenser koji je slikao mistična dela i pejzaže. Nadrealizam je kratko bio popularan u 1930-im, što je uticalo na umetnike poput Roland Penrousa i Henri Mura. 
Henri Mur je nakon Drugog svetskog rata ustanovljen kao najvažniji Engleski umetnik koji je prestigao Viktora Pasmrea i Barbera Hepvort osnivanjem "Britanskog umetničkog festivala". Zahvaljujući njima apstraktna umetnost je postala vodeći likovni pravac 1950.-tih godina, a isticali su se umetnici poput Bena Nikolsona, Terija Frosta, Pitera Laniona i Patrika Herona, koji su delovali u sklopu "St Ives school" u Kornvalu. Lucijan Freud, Frank Auerbah, Džon Tunard i Fransis Bejkon (slikar) (tzv. "Londonska škola") su bili njihovi savremenici koji nisu napuštali figuraciju u slikarstvu. Kao direktna reakcija na apstraktni ekspresionizam, pop-art se izvorno pojavio 1950-ih upravo u Engleskoj, i to izložbom This Is Tomorrow (Ovo je sutrašnjica). Dejvid Hokni, Piter Blejk i Ričard Hamilton su dominirali umetničkom scenom 1960.-ih.
Art and Language (Umetnost i jezik) je grupa konceptualnih umetnika koja je izdala časopis jednostavnog imena, "journal". U tom duhu Majkl Kreg Martin je 1973. godine napravio konceptualno delo pod nazivom Drvo Hrasta.

## Savremena engleska umetnost
Pokret Young British Artists (Mladi britanski umetnici, skraćeno: YBA), kojemu su se pridružili Damien Hirst i Trejsi Emin, postao je vodeći svetski pokret 1990-tih, koji se odlikovao podržkom galerije Čarlsa Sačija postigavši svetsko priznanje svojom originalnom konceptualnom umetnošću, instalacijama poput Hirstove „Instalacije s morskim psom u formaldehidu“. Galerija Tejt u Londonu i njena nagrada, Turner Prize, ali i Kraljevska akademija (Royal Academy), ih je takođe podržavala. 1999. godine nastao je pokret Stakista, figurativnih slikara protiv delovanja YBA-a. Udruženje britanskih umetnika (Federation of British Artists) redovno održava izložbe tradicionalnog figurativnog slikarstva. Džek Vetriano i Beril Kuk su doživeli veliku slavu, ali ne i službeno priznanje., The Observer, 11. januara 2004. Banksi je umetnik koji je slavu stekao svojim londonskim grafitima i danas je veoma priznat slikar., The Daily Telegraph, 25. septembra 2007.Ostali umetnici koji su nedavno postigli svetsku slavu su indijskog porekla, ali godinama žive u Engleskoj su: Kamal Koria i blizanci Sing.

## Spoljašnje veze
- "Nova Threadneedle art nagrada od £25,000 postaje rival nagradi Turner Prize" Архивирано на веб-сајту  (13. април 2014)
- David Smith, "He's our favourite artist. So why do the galleries hate him so much?"
- Nigel Reynolds, "Banksy's graffiti art sells for half a million" Архивирано на веб-сајту  (24. септембар 2015)
- Engleska umetnost Filipa Hegrina (језик: енглески)
- Sarah Cassidy, "Stuckists, scourge of BritArt, put on their own exhibition", The Independent, 23. avgusta 2006. Архивирано на веб-сајту  (1. октобар 2007)